# グローア

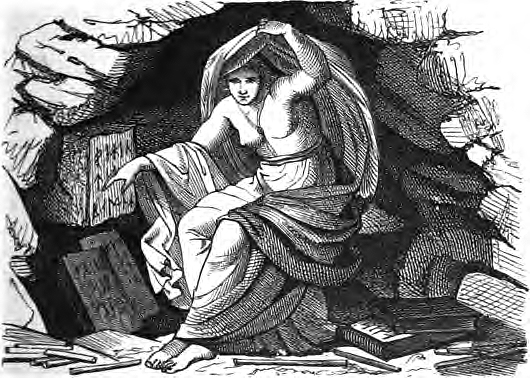
グローア

グローア（Gróa）は、北欧神話に登場する魔女。アウルヴァンディル(en)の妻である。
神秘の魔力を使ってトールの傷を治癒するなど、魔法の聖歌を歌うと、トールの頭部で永久に埋め込まれた砥石の欠片を取り除いてもらおうとした経過を伝えている。
『スヴィプダグの歌』の第1部である「グローアの呪文歌」（Gróugaldr）と呼ばれるエッダ詩も存在している。英雄スヴィプダグは不思議な降霊術を掛けてもらおうと、魔女であった亡き母グローアを呼び出す事もできる。